# 威爾頓 (康乃狄克州)
威爾頓（英語：Wilton）是一個位於美國康乃狄克州費爾菲爾德縣的城鎮。

## 地理
威爾頓的座標為41°12′00″N 73°26′00″W / 41.20000°N 73.43333°W，而該地的平均海拔高度為102米（即335英尺）。

## 人口
根據2010年美國人口普查的數據，威爾頓的面積為71.00平方千米，當中陸地面積為69.90平方千米，而水域面積為1.10平方千米。當地共有人口18062人，而人口密度為每平方千米254人。